# USS Seawolf (1939)
De USS Seawolf (SS-197) was een onderzeeër van de Sargo-klasse van de Amerikaanse Marine, tijdens de Tweede Wereldoorlog. Ze diende vooral in de oorlog rond de Grote Oceaan. Ze werd genoemd naar de "seawolf" (zeewolf) en was het tweede schip met die naam.

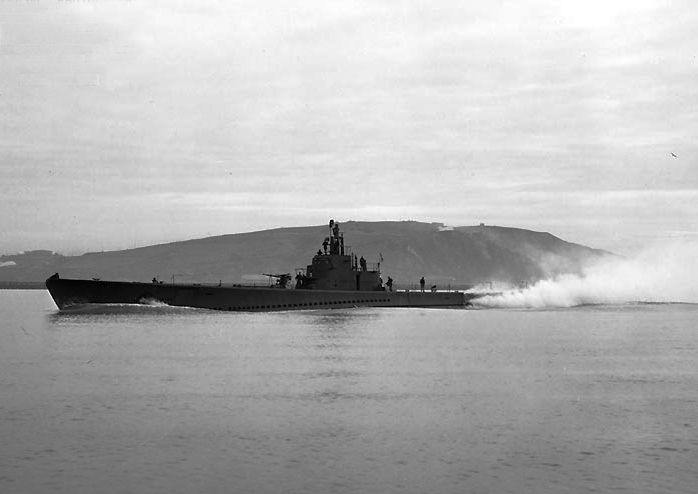
USS Seawolf (SS-197)

## Bouw en beproeving
Haar kiel werd gelegd op 27 september 1938 door de Portsmouth Navy Yard in Kittery (Maine), Maine. De tewaterlating en de scheepsdoop gebeurden op 15 augustus 1939 door mw. Edward C. Kalblus en ze werd in dienst gesteld op 1 december 1939, met Lieutenant Commander Frederick B. Warder (afgestudeerd aan de US Naval Academy in 1925) als eerste bevelhebber.
Na haar volledige uitrusting vertrok de USS Seawolf uit Portsmouth (New Hampshire) op 12 april 1940 voor haar beproevingsreis die duurde tot 21 juni. Deze reis bracht haar tot bij het Panamakanaal. De USS Seawolf werd daarna ingedeeld in de Pacific Fleet, met als thuishaven San Diego (Californië). In de herfst van 1940 vertrok ze naar de Baai van Manilla en opereerde vanaf de Cavite Navy Yard.

## Begin van de oorlog
Toen de oorlog met het Keizerrijk Japan uitbrak werd de onderzeeboot direct klaargemaakt voor haar oorlogsrol. Reeds op 8 december vertrok ze op haar eerste oorlogspatrouille, die zou duren tot 26 december 1941. In die periode was ze op jacht naar Japanse schepen in de buurt van de Straat van San Bernardino.
Op 14 december lanceerde ze een salvo torpedo's af op de Sanyo Maru in Port San Vicente. Eén torpedo trof doel, maar ontplofte echter niet. Ze onderging direct daarop haar eerste dieptebomaanval, maar liep geen noemenswaardige schade op.
De USS Seawolf vertrok vanuit Manila op 31 december 1941 naar Australië en kwam aan te Darwin op 9 januari 1942. Ze laadde tussen de 30 à 40 ton 12mm-kaliber-luchtafweermunitie voor de Amerikaanse strijdkrachten op Corregidor en vertrok richting de Baai van Manila op 16 januari. De onderzeeboot zag onderweg zeven Japanse vrachtschepen, in gezelschap van vier torpedojagers en een kruiser op 21 januari maar had geen mogelijkheid voor een aanval met haar acht torpedo's. De munitie werd gelost op 28 en 29 januari te Corregidor. De USS Seawolf laadde vervolgens torpedo's en nam enkele militaire passagiers aan boord, en richtte haar steven naar Soerabaja op Java.
De USS Seawolf vertrok vanuit Soerabaja op 15 februari en begon aan haar oorlogspatrouille in de Javazee en in het gebied van Straat Lombok. Op 19 februari lanceerde ze vier torpedo's naar twee Japanse vrachtschepen in de Straat Badoeng. Beschadiging op het ene schip werd niet bevestigd, maar van het andere werd gerapporteerd dat zijn achterschip wegzonk en het slagzij maakte naar stuurboord. (De "Sagami Maru" werd echter getroffen en beschadigd door een luchtaanval van de U.S. Air Force en niet door torpedo's van de USS Seawolf).
Een week later, lanceerde ze uit haar achtertorpedobuizen op een vrachtschip, en nam een treffer waar voor de brug. Daarna moest ze snel diep wegduiken om de dieptebommen van een escorterende torpedobootjager, op wie ze eerder ook een torpedo had gelanceerd, te ontwijken.
In maart was de USS Seawolf op jacht tussen Java en Christmaseiland. Op 1 april kwam ze onder water naar de ankerplaats van Christmaseiland geslopen, waar een Japanse invasiestrijdmacht voor anker lag. De USS Seawolf lanceerde een salvo op de Japanse lichte kruiser Naka. Eén torpedo trof de kruiser en veroorzaakte forse schade aan het schip doch maakte geen slachtoffers onder de bemanning. De Naka werd genoodzaakt terug te keren naar Japan voor herstellingen en uitgeschakeld voor bijna een jaar.
Onwetend dat ze haar doel had getroffen moest de Seawolf vervolgens zeven en een half uur aan dieptebom-aanvallen ondergaan. Op 1 april viel ze twee kruisers aan. Een geweldige ontploffing werd gehoord maar er was geen vuur te bekennen
De USS Seawolf beëindigde haar oorlogspatrouille op 7 april te Fremantle en ontving de Navy Unit Commendation.

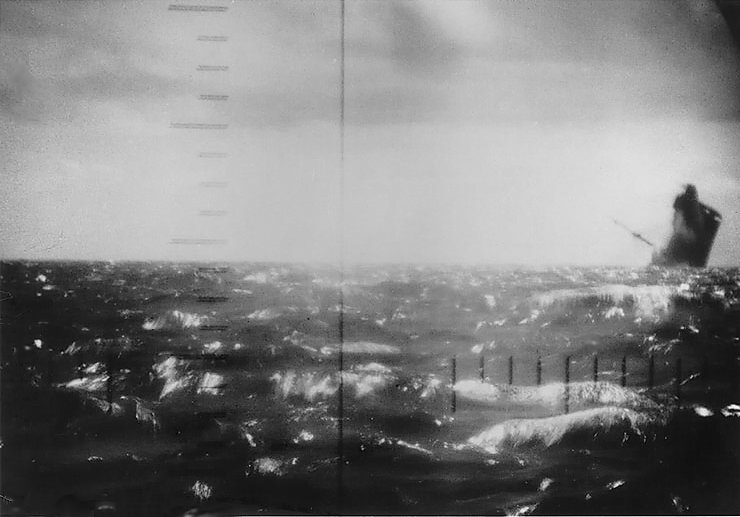
Periscoopfoto van een zinkend Japans schip na torpedering door de Seawolf in het najaar van 1942. Mogelijk gaat het hier om de Gifu Maru die op 2 november 1942 zonk in de Golf van Davao bij Mindanao

Op haar vijfde tocht, van 12 mei tot 2 juli 1942, patrouilleerde ze in het gebied rond de Filipijnse eilanden. De USS Seawolf viel verschillende Japanse vrachtschepen aan op 20 en 23 mei en op 12, 13, 15 en 28 juni. Op 13 juni schoot ze op twee schepen en haar bemanning hoorde vier explosies maar een resultaat kon niet bevestigd worden. De USS Seawolf keerde terug naar Fremantle voor een rustperiode van drie weken, voor ze aan haar zesde oorlogspatrouille begon.
De USS Seawolf was op jacht in de Suluzee en Celebeszee van 25 juli tot 15 september. Ze viel een Japanse tanker aan op 3 augustus en bracht de Hachigen Maru tot zinken op 14 augustus en de "Showa Maru" 11 dagen later. Ze keerde naar Fremantle terug voor herstellingen en bevoorrading en ging daarna weer op jacht in de omgeving van de Golf van Davao van 7 oktober tot 1 december. De USS Seawolf liet de Gifu Maru naar de zeebodem verdwijnen op 2 november, de volgende dag gevolgd door de Sagami Maru, een schip van 7.189 ton en de Keiko Maru op 8 november. Ze beëindigde haar patrouille in Pearl Harbor en ging daarna onderweg naar de Westkust van de Verenigde Staten.
De USS Seawolf kwam aan te Mare Island op 10 december 1942 en onderging een grote revisie die tot 24 februari 1943 duurde. Ze keerde terug naar Pearl Harbor op 13 maart en op 3 april ging ze eropuit voor een andere oorlogspatrouille. Luitenant-commandant R. L. Gross was nu de bevelhebber.
Op 15 april torpedeerde ze de Kaihei Maru en liet een oude torpedobootjager, naam onbekend maar geregistreerd als Patrouilleboot no 39 op 23 april naar de zeebodem gaan. Daarna bracht ze nog twee 75-tons sampans tot zinken met haar 76mm-dekkanon. Ze beëindigde deze patrouille eerder dan gepland op 3 mei omdat ze al haar torpedo's had verschoten op vijandelijke schepen in de buurt van de Bonin-eilanden.
De USS Seawolf keerde naar Midway voor inspectie, herlading en bunkeren en vertrok op 17 mei naar haar jachtgebied in de Oost-Chinese Zee. Ze zag verschillende grote konvooien toen ze rond sloop tussen Nagasaki en Formosa. De onderzeeboot spoorde een konvooi op van 11 schepen en lanceerde een salvo torpedo's op een groot vrachtschip op 6 juni. Eén torpedo trof het schip, maar het bleek een blindganger te zijn. Een andere passeerde onder het vrachtschip en trof een escorteschip dat naast het vrachtschip op enige afstand meevoer.
Twee dagen later, lanceerde ze weer een salvo op vier schepen. Eén schip werd geraakt in de achtersteven en zonk in ongeveer negen minuten. Dit was het troepentransportschip Shojin Maru", vol met soldaten. De USS Seawolf keerde daarna terug naar Midway op 8 juli, en vier dagen later voer ze door naar Pearl Harbor.
Haar volgende oorlogspatrouille was van 14 augustus tot 15 september 1943 in de Oost-Chinese Zee. Ook deze tocht werd vroegtijdig beëindigd omdat ze al haar torpedo's verschoten had. Zij had 12.996 ton aan vijandelijke schepen tot zinken gebracht, exclusief een tweetal 75-tons sampans die met kanonvuur tot zinken werden gebracht.
De USS Seawolf maakte contact met een konvooi van zes schepen op haar derde dag in haar jachtgebied. Drie dagen lang viel ze dag en nacht aan, alvorens naar de oppervlakte te komen om met haar dekkanon de Fusei Maru tot zinken te brengen.
Op de 11e oorlogspatrouille van de USS Seawolf opereerde ze van 5 oktober tot 27 november 1943 in de Zuid-Chinese Zee. Daar liet ze achtereenvolgens de Wuhu Maru en de Kaijfuku Maru zinken en beschadigde een 10.000 ton zwaar vrachtschip. De onderzeeboot ging daarna voor onderhoud en bevoorrading terug naar Pearl Harbor. Op 22 december 1943 vertrok ze opnieuw naar de Oost-Chinese Zee voor wat haar meest succesvolle tocht bleek te zijn. Ze viel in de nacht van 10 en 11 januari 1944 een konvooi aan van zeven vrachtschepen en liet drie schepen kelderen voor een totaal van 19.710 ton aan scheepsruimte. Luitenant-commandant R. B. Lynch was toen voor korte tijd de bevelhebber.
Op 14 januari lanceerde de USS Seawolf haar laatste vier torpedo's op twee vrachtschepen in een konvooi. Ze beschadigde er één en deed de Yamatsuru Maru zinken. Ze bleef in het zog van het konvooi varen en via haar radio seinde ze haar positie door naar de USS Whale (SS-239). Die kwam op 16 januari en viel meteen het konvooi aan. De USS Whale beschadigde een vrachtschip en liet de Denmark Maru zinken. De volgende dag beschadigde ze nog een ander vrachtschip, voordat de actie werd afgeblazen.

## Tweede revisie en verdwijning
De USS Seawolf had nu commandant Albert Marion Bontier aan boord en keerde terug naar Pearl Harbor op 27 januari 1944. Twee dagen later voer ze door naar San Francisco, Californië. Nadat ze een grote inspectie, revisie en herstellingen had laten doorvoeren op Hunters Point, vertrok de USS Seawolf op 16 mei naar het westen.
Toen ze in Pearl Harbor arriveerde, werd ze ingedeeld voor een speciale opdracht. Ze moest de kust van Peleliu Island in de Palau Islands fotograferen, ter voorbereiding voor de aanstaande aanvalslanding op dit Japanse bolwerk. De onderzeeboot volbracht haar geheime missie in weerwil van voortdurende vijandelijke luchtpatrouilles in de periode van 4 juni tot 7 juni 1944.
De USS Seawolf stevende dan naar Majuro voor haar reisherstelling en werd daarna doorgestuurd naar Darwin. Daar aangekomen kreeg ze orders voor een speciale opdracht naar Tawitawi, in de Sulu archipel. De onderzeeër pikte daar ene kapitein Young op en bracht nam hem naar Brisbane.
De USS Seawolf koos zee vanuit Brisbane op 21 september voor haar 15e oorlogspatrouille, onder bevel van luitenant-commandant A. M. Bontier. Ze bereikten Manus op 29 september 1944, bunkerde daar stookolie bij en vertrok dezelfde dag nog met bevoorrading en enkele militairen als passagiers naar de kust van Samar.
De USS Seawolf en de onderzeeër USS Narwhal (SS-167) wisselden herkenbare signalen uit om 07.56 u op 3 oktober 1944, in het Morotaigebied. Kort daarna werd de een task Force van de 7e Vloot aangevallen door de Japanse onderzeeër "Ro-41". De torpedobootjager USS Shelton (DE-407) werd getorpedeerd en zonk daarna. Haar zusterboot USS Richard M. Rowell (DE-403) begon meteen een zoekactie naar de vijand.
Aangezien er vier bevriende onderzeeërs in de buurt waren, kregen deze onmiddellijk opdracht hun posities door te gegeven. Iets wat de andere drie onderzeeboten wél deden, maar van de USS Seawolf werd voorlopig nog niets vernomen. Op 4 oktober 1944 werd de Seawolf opnieuw gevraagd haar positie door te geven maar opnieuw werd niets vernomen.
Een van de twee vliegtuigen van het escorte vliegdekschip USS Midway (CVE-63) zag een onderzeeër ondergaan en dropte twee bommen ondanks dat de onderzeeboot waargenomen werd in een zogenaamde "veilige zone". De plek werd gemarkeerd met kleurstof. De commandant van de Rowell wist dat hij in een "veilige zone" zat maar had geen informatie ontvangen over de vermoedelijke aanwezigheid van de Seawolf. Op grond daarvan meende hij dat er geen Amerikaanse onderzeeboten in de buurt waren en ging tot de aanval over. De Rowell verkreeg een sonarcontact met de onderzeeër die daarop een onleesbaar bericht uitzond. Men ging ervan uit dat dit een poging was de sonar in de war te brengen waarna de Rowell een salvo hedgehog's lanceerde. Na een tweede salvo volgden er ontploffingen onder water en kwamen wrakstukken boven drijven.
Op 28 december 1944 werd afgekondigd dat de USS Seawolf te laat op haar schema en vermoedelijk verloren was gegaan. De USS Seawolf (SS-197) werd geschrapt van het Naval Vessel Register op 20 januari 1945.
Nauwkeurig onderzoek na de oorlog van Japanse aantekeningen en rapporten toonden geen Japanse aanval aan dat oorzaak was van het verlies van de Amerikaanse onderzeeër USS Seawolf. Terwijl het mogelijk was dat de USS Seawolf verloren was gegaan door een ongeregistreerde vijandelijke aanval, wordt het zeer mogelijk geacht dat ze tot zinken werd gebracht door eigen vuur, in dit geval, hedgehogs van de bevriende USS Rowell. 62 officieren en matrozen alsmede 17 man legerpersoneel werden met de boot vermist.
Ze was de 34e Amerikaanse onderzeeër die verloren ging in de Pacifische Oorlog, en de tweede (na de USS Dorado (SS-248) in de Caraïben) door eigen bondgenoten.

## Eerbewijzen en toekenningen
De USS Seawolf ontving postuum 13 Battle Stars voor haar bewezen diensten in de Tweede Wereldoorlog. Ze werd als 14e gerangschikt, met een totaal van 71.609 ton aan scheepsruimte, in tot zinken gebrachte scheepstonnage. Zij staat gedeeld zevende, met USS Racher (SS-269) en USS Trigger (SS-237), in de ranglijst van tot zinken gebrachte schepen. Dit volgens JANAC-onderzoek na de oorlog.
De bijdrage en de opoffering van de USS Seawolf en haar bemanning, waren officieel herdacht in het Seawolf Park, gelegen op Pelican Island, iets ten noorden van Galveston, Texas.

## Bevelhebbers
- 1939 - 1942: Luitenant-comm. F. B. Warder
- 1943 - 1944: Luitenant-comm. R. L. Gross
- 1944 - 1944: Luitenant-comm. R. B. Lynch
- 1944 - 4 oktober 1944: Luitenant-comm. A. M. Bontier

## USS Seawolf (SS-197)
- Klasse en Type: Sargo-klasse - onderzeeër U. S. Navy
- Werf: Portmouth Navy Yard, Kitery, Maine
- Kiellegging: 27 september 1938
- Tewaterlating: 15 augustus 1939
- In dienst gesteld: 1 december 1939
- Lot: Vermoedelijk tot zinken gebracht door de USS Rowell (DE-403)
- Geschrapt uit de registers: 20 januari 1945

### Technische gegevens
- Waterverplaatsing: 1.450 ton boven water - 2.317 ton onder water
- Lengte: 94,48 m
- Breedte: 7,93 m
- Diepgang: 5,30 m
- Snelheid: 21 knopen (38,9 km/h) boven water - 8,75 knopen (16,2 km/h) onder water
- Voortstuwing: vier V16-dieselmotoren Model 16-248 van General Motors voor aandrijving van elektrische generatoren; twee sets 126-cels-accu's type Sargo; vier hogesnelheidselektromotoren met versnellingsbox van General Electric; twee aandrijfstangen. Totaal 5400 pk (4 MW) aan de oppervlakte, 2740 pk (2 MW) onder water.
- Testdiepte: 250 voet (76 m)
- Bemanning: 5 officieren, 54 matrozen

### Bewapening
- 76mm-luchtafweerkanon op het dek (.50 kaliber)
- vier machinegeweren
- 8 × 53cm-torpedobuizen (vier vooraan en vier achteraan)
- 24 torpedo's